# Brigitte Herbster
Brigitte Herbster (* 1940) ist eine deutsche Sängerin neuer geistlicher Musik in der Stimmlage Alt.

## Leben und Wirken
Sie wurde Ende der 1970er Jahre initial durch ihre Zusammenarbeit mit dem Evangelisten Bernd Wetzel bekannt. Der Verlag der Liebenzeller Mission veröffentlichte im Jahr 1979 dessen Vorträge auf Kassette unter dem Titel Gottes Güte – unsere Chance, wozu Herbster das gesangliche Rahmenprogramm lieferte. Im Folgenden erhielt sie Einladungen zur Mitwirkung bei Konzeptprojekten christlicher Musikproduzenten wie Margret Birkenfeld und Jochen Rieger. So sang sie auch wiederholt im exklusiv besetzten Wetzlarer Studiochor mit. Neben einem weiteren evangelistischen Projekt mit Bernd Wetzel veröffentlichte sie vier eigene Soloalben. Sie wohnt mit ihrem Mann in Dettenheim-Liedolsheim.

## Diskografie

### Alben
- Der Vater kommt uns entgegen. VLM, 1982
- In Gottes Hand. VLM, 1983
- Wasser in der Wüste. VLM, 1988
- Freude macht sich breit. VLM, 1990

### Evangelistische Konzepte
- Gottes Güte – unsere Chance. VLM, 1979 (mit Evangelist Bernd Wetzel)
- Gib mir Ruhe, Herr. VLM, 1981 (mit Evangelist Bernd Wetzel)

### Gastmitwirkung
- Singt und spielt. Neue Lieder zur Gitarre. Gerth Medien, 1982
- Stern, auf den ich schaue. Erweckliche Lieder. Gerth Medien, 1983
- Welch ein Freund ist unser Jesus. Gerth Medien, 1987
- Viele Wege. Lieder von Thomas Eger. Gerth Medien, 1987